# Ariane Brunet
Pour l’article homonyme, voir Brunet.
Ariane Brunet, née le 26 avril 1991 à Kirkland dans la région de Montréal au Québec, est une chanteuse canadienne. Son nom d'artiste est L'Isle depuis 2023.

## Biographie

### Enfance et formation
Elle a commencé à jouer du piano à l'âge de 8 ans et prit des cours de chant à l'âge de 9 ans. Dès l'âge de 10 ans, elle remporte fièrement plusieurs prix, concours et récompenses et reçoit en cadeau sa première guitare à l'âge de 12 ans. S'intéressant plus particulièrement à la musique de Jazz, Ariane s'est donc lancée dans un DEC en chant Jazz au Cégep de Saint-Laurent, suivi d'études universitaires en communication depuis l'automne 2011 à l'Université de Montréal.

### Carrière
Elle a lancé son premier album Le pied dans ma bulle le 26 octobre 2010. Il fut suivi de son second album, intitulé Fusée, qui est paru le 27 août 2013. Le 1er avril 2016, elle a lancé son troisième album intitulé Stella.
Après trois albums lancés sous son vrai nom, Ariane Brunet a décidé de faire une coupure avec le passé et de lancer un premier album sous le nom de L'Isle en 2023,.
En 2022, elle est victime d'une soumission chimique.